# Nans de Solsona
Els Nans són uns dels elements del folkore de Solsona.
El més probable és que apareguessin l'any 1909 per substituir els Ossos, quan aquests van desaparèixer aquell any. Tanmateix és possible que els Nans ja existissin uns anys abans.
Aquests nans eren de fisonomia molt primitiva i portaven una escombra. El 1939, com molts altres improperis, són cremats i desapareixen.
El 1940 s'encarreguen quatre Nans a la casa Bolsera de Barcelona. Els nans són els que coneixem avui en dia.
El 1956, se’ls crea un ballet, que es va arribar a realitzar molt poques vegades.
Cada un dels nans representa una ètnia diferent, simbolitzant la pluralitat de races que hi ha en el món. El nan Blanc o de la Piga, representa el continent europeu; el nan Negre, el continent africà, el nan Moro, l'asiàtic; i el nan Indi representa el continent americà.
L'actual ball representa la unió de les quatre cultures. Fou realitzat el 1981 per Josep Dalmau i Bantolra (Rendé), coreografia, i Joan Roure, música.
El ball s'estrena amb motiu del 25è aniversari de la Coronació de la Mare de Déu del Claustre, i per l'ocasió es restauren els quatre Nans i se’ls confeccionen els actuals vestits.
L'any 2006 els Nans recuperen uns elements de mà propis que ja havien dut a mitjans del segle xx. Un ventall de plomes de colors per l'Indi, una vara de comandament pel nan Blanc, una simitarra per al nan Moro i una llança pel Negre.